# Metronomy
Metronomy é uma banda britânica de música eletrônica formada em 1999. A banda é atualmente formada por Joseph Mount (vocal, teclado e guitarra), Oscar Cash (vocal de apoio, teclado e saxofone), Olugbenga Adelekan (baixo e vocal de apoio), Michael Lovett (vocal de apoio, teclado e Violão) e Anna Prior (bateria e vocal de apoio).
O grupo lançou sete álbuns: Pip Paine (Pay The £5000 You Owe), Nights Out, The English Riviera, Love Letters, Summer 08, Metronomy Forever e Small World. Outros trabalhos incluem o EP "You Could Easily Have Me" e os singles "Radio Ladio" e "Heartbreaker".

## Biografia
Joseph Mount começou Metronomy, enquanto ele ainda estava morando em Devon como um projeto paralelo para as várias bandas que tocava como baterista. Desde então, ele alegou que a maioria dessas bandas foram dilacerados por namoradas. Usando um computador desatualizado vendido a ele por seu pai, o Mount começou a fazer suas próprias composições eletrônicas. O nome do Metronomy foi originalmente escolhido pelo Mount porque soava legal e interessante e estava de acordo com as bandas que ele estava fortemente envolvido, ou seja, Autechre e Funkstorung. A palavra "Metronomy" também ligado ao metrônomo, que é um equipamento que músicos utilizam para marcar a batida.
Após se mudar para para Brighton, Metronomy começou a construir uma reputação pelos shows ao vivo, às vezes sozinha, às vezes acompanhado por Gabriel Stebbing e Oscar Cash que forneceram suporte como uma backing band, The Food Groups. Eles não são mais referidos como o Food Groups tendo sendo totalmente incorporados à banda.
No outono de 2005, o Metronomy lançou um álbum de estreia, "Pip Paine (Pay the £ 5000 You Owe)". Ao longo dos próximos 3 anos, o Mount remixou muitos outros artistas, muitas vezes adicionando novos vocais e instrumentação. Por exemplo, no caso de seu remix de Goldfrapp um monólogo francês sobre Nottingham. Em remixar, Monte disse que "Basicamente, eu sou como remixers que realmente se preocupam com o que estão fazendo. Posso dizer honestamente que Eu fiquei realmente envolvida com todos os meus remixes. Se eu não me preocupo sou o primeiro a dizer que irei desistir. Isso não acontece com freqüência."  Metronomy tem uma "boa taxa de acerto" em termos de remixes lançados. No entanto, um remix inspirado em DFA do U2 "City of Blinding Lights" foi descartado por seu gerente de marketing e não foi lançado.
Em 2008, a banda lançou os singles "My Heart Rate Rapid", "Holiday", "Heartbreaker" (com um remix por Kris Menace), "A Thing For Me", "Radio Ladio" e o álbum completo "Night Out" em setembro do mesmo ano. Remix de "Heartbreaker" de Kris Menace virou 1º lugar no Hype Chart  em 2008. Em maio de 2009, foi anunciado através do MySpace da banda que Stebbing estaria deixando a banda. Joseph escreveu: "É tudo muito amigável e ele me garantiu que não acha que ele está fugindo de um navio afundando." Stebbing está atualmente trabalhando com sua própria banda, Your Twenties, que está sendo produzido pelo Mount. Apesar disso, Stebbing reapareceu para tocar baixo para Metronomy por sua aparição no palco Far Out no Green Man de 2010.
Em 2011, a banda lançou três singles "The Look", "Everything Goes My Way" e "The Bay" a partir de seu terceiro álbum The English Riviera, que saiu no dia 11 de abril.
Em 23 de Janeiro de 2014 foi lançado o clipe "Love Letters" dirigido por Michel Gondry.

## Integrantes
- Joseph Mount – vocal, guitarra e teclado
- Anna Prior – bateria e vocal
- Oscar Cash – saxofone, vocal de apoio, guitarra e teclado
- Gbenga Adelekan – baixo e vocal
- Michael Lovett - teclado e Violão

## Discografia
Álbuns de estúdio
- 2006: Pip Paine (Pay the £5000 You Owe)
- 2008: Nights Out
- 2011: The English Riviera
- 2014: Love Letters
- 2016: Summer 08
- 2019: Metronomy Forever
- 2022: Small World

EPs
- 2005: Wonders
- 2006: You Could Easily Have Me
- 2008: Heartbreaker Vs. Holiday
- 2009: Not Made For Love

Singles
- 2006: "Trick or Treatz"
- 2007: "Radio Ladio"
- 2008: "My Heart Rate Rapid"
- 2008: "Holiday"
- 2008: "A Thing For Me"
- 2008: "Heartbreaker"
- 2009: "Radio Ladio" (re-lançamento)
- 2010: "She Wants"
- 2011: "The Look"
- 2011: "The Bay"
- 2011: "Everything Goes My Way"
- 2014: ''I'm Aquarius''
- 2014: ''Love Letters''
- 2016: "Old Skool"
- 2016: "Night Owl"
- 2019: "Lately"
- 2019: "Salted Caramel Ice Cream"
- 2019: "Walking In The Dark"
- 2019: "Wedding Bells"